# هنري ري
هنري ري (بالفرنسية: Henri Rey )‏ (و. 1932 – 2016 م) هو لاعب كرة السلة، ومدرب كرة سلة، من فرنسا، ولد في ليون، شارك في ألعاب أولمبية صيفية 1956، توفي عن عمر يناهز 84 عاماً.

## روابط خارجية
- هنري ري على موقع الاتحاد الدولي لكرة السلة (الإنجليزية)
- هنري ري على موقع بروبوليرز (الإنجليزية)
- هنري ري على موقع سبورتس رفرنس (الإنجليزية)
- هنري ري على موقع أوليمبيديا (الإنجليزية)